# Walter Pater
Walter Horatio Pater (4. srpen 1839, Londýn – 30. červenec 1894, Oxford) byl anglický esejista, literární a výtvarný kritik.

## Spisy
- The Renaissance: Studies in Art and Poetry, 1873
- Dante Gabriel Rossetti, 1883
- Marius the Epicurean: His Sensations and Ideas, 1885
- Imaginary Portraits, 1887
- Appreciations: With an Essay on Style, 1889
- Plato and Platonism: A Series of Lectures, 1893
- Greek Studies: A Series of Essays, 1895

### České překlady
- Imaginární portraity, překlad. Jiří Živný, KDA, svazek 26–27, Praha, Kamilla Neumannová, 1907
  - další vydání 1921
- Dojmy a myšlenky Maria Epikurejce, román, překlad Anna Fišerová, KDA, svazek 80–82, Praha, Kamilla Neumannová, 1911
- Renaissanční duchové, studie o umění a poesii, výbor z knihy The Renaissance, překlad Máša Dvořáková, KDA, svazek 75, Praha, Kamilla Neumannová, 1911
- Renaissance: studie o umění výtvarném a poesii; překlad Jan Reichmann, Praha, Mánes, 1913,
  - další vydání: Olomouc, Votobia, 1996, ISBN 80-7198-058-7